# はつ恋の 〜What's Going On〜
「はつ恋の〜What's Going On〜feat.トータス松本」（はつこいの What's Going On〜feat.トータスまつもと）は、日本のヒップホップMC、LITTLEのメジャー3枚目のシングル。

## 概要
『はつ恋の 〜What's Going On〜 feat. トータス松本』はEAST ENDのROCK-Teeプロデュース。ウルフルズのトータス松本が参加。

## 収録曲
- はつ恋の～What’s Going On～ feat.トータス松本
- はつ恋の～What’s Going On～ feat.トータス松本 (Ver.2.0)
- 聖者が街にやってくる (DJ SUZUKI Remix)
- はつ恋の～What’s Going On～ feat.トータス松本 -Instrumental-
- はつ恋の～What’s Going On～ feat.トータス松本 (Ver.2.0) -Instrumental-
- 聖者が街にやってくる (DJ SUZUKI Remix) -Instrumental-